# 嘉義郡役所
23°28′55″N 120°27′12″E / 23.48194°N 120.45333°E

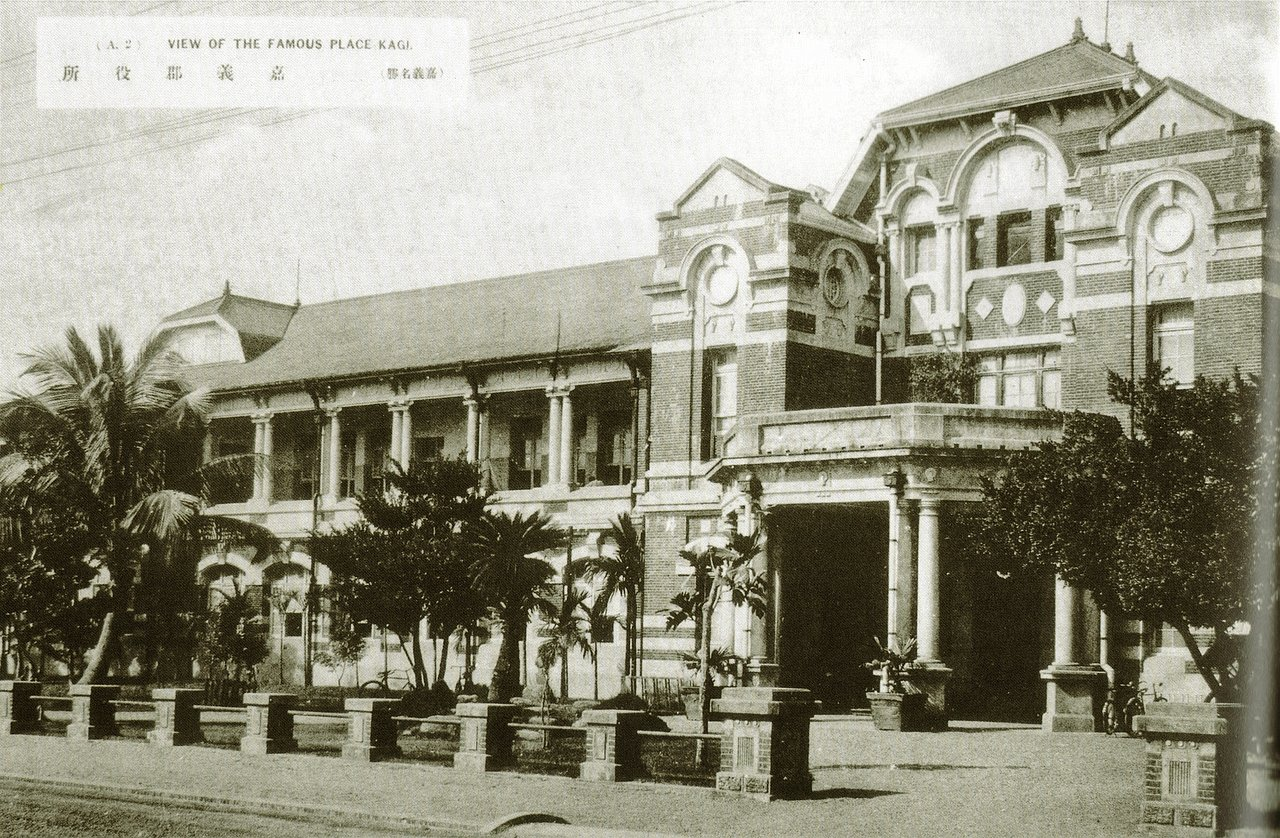
嘉義郡役所使用時期

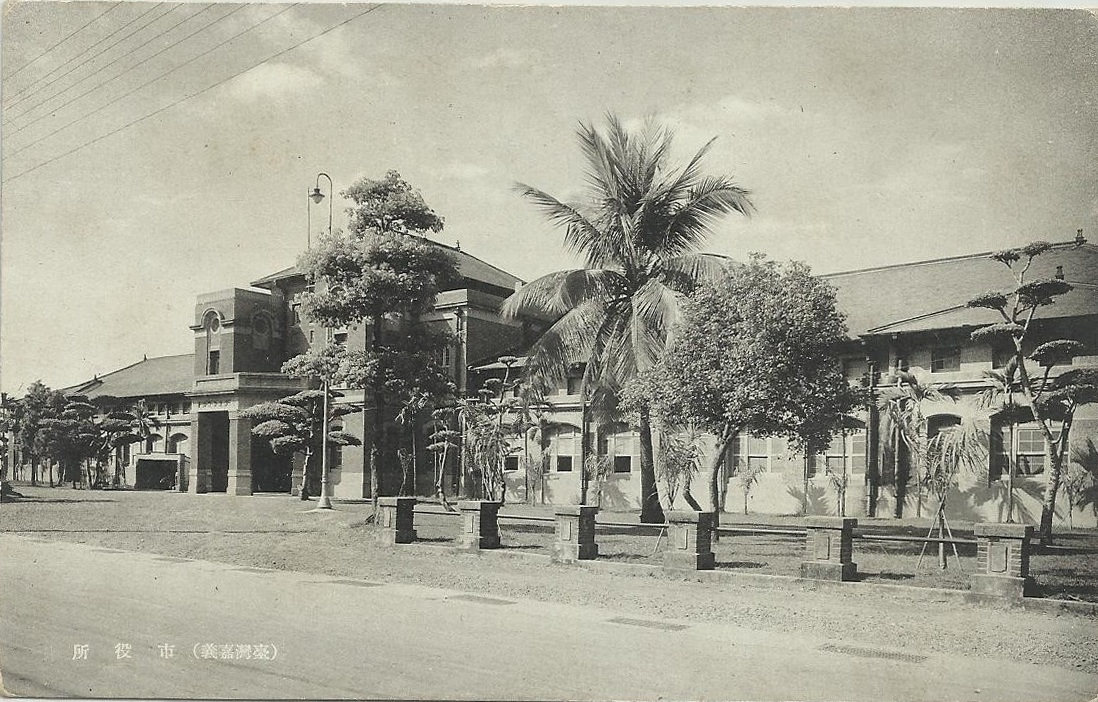
嘉義市役所使用時期

嘉義郡役所為曾經存在台灣嘉義市的建築，建於臺灣日治時期1920年，陸續作為嘉義廳舍、嘉義郡役所使用；在1930年的地震中受損並部分改建，之後改作「嘉義市役所廳舍」。該建築在戰後也曾是嘉義市政府與嘉義縣政府所在地。

## 沿革
嘉義郡役所的所在原為清代的嘉義縣城，在日治初期作為嘉義廳舍使用，曾受到1906年梅山地震而造成部分損毀，當局在1918年即規劃建造新廳舍，在1919年3月發包興建工程，在1920年完工，為兩層樓磚造的凹字型建築。臺灣的行政區劃在1920年10月改為州廳制後，原本的嘉義廳舍便作為「嘉義郡役所」及「嘉義稅務出張所」的合同廳舍。1929年7月1日，嘉義市制實施，嘉義街升格為嘉義市，並在嘉義郡役所增設嘉義警察署。然而在1930年12月底的地震中，嘉義郡役所、嘉義市役所廳舍皆嚴重受損；嘉義郡役所獲撥款整修，嘉義市役所廳舍被拆除並暫時搬到嘉義女子公學校舍。當局原有意新建嘉義市役所，但考量當時的經濟不佳，且剛好嘉南大圳組合事務所遷至臺南市，因此決定將嘉義郡役所移至嘉南大圳組合事務所，而原郡役所則改作市役所使用，並在1932年3月正式移轉。另外，原嘉義郡役所隔壁則陸續在1933年新建「嘉義稅務處出張所廳舍」、1937年新建「嘉義警察署廳舍」。在1941年中埔地震後，嘉義市役所（原嘉義郡役所）又因地震造成部分受損，因此在中庭的空地設置臨時廳舍。
二戰後，作為省轄市的嘉義市政府在1945年12月1日成立，沿用日治時期的嘉義市役所、嘉義稅務出張所作辦公廳舍。在1950年，因嘉義市被廢止並新成立「嘉義縣政府」，此建築則改為嘉義縣政府廳舍。之後隨嘉義縣政府在1982年遷至嘉義縣太保市，嘉義市改制為省轄市，此建築再改作嘉義市政府下轄機關使用。

## 拆除及改建
嘉義市政府在2002年拆除嘉義稅務出張所並改建為「市政中心南棟」後，原本預計再將「市政中心北棟」興建於郡役所原址，原訂於2005年發包動工，但因拆除郡役所建築的計畫而引起爭議。
2007年時，嘉義市政府將建築的二樓與三樓拆除。2009年，行政院文化建設委員會將建築列為「暫定古蹟」以暫時保留，促嘉義市政府重新評估新市府北棟工程。而嘉義市政府在2010年5月決議不將郡役所建築列入古蹟，使先前的暫定古蹟地位失效。10月時市政府正式將郡役所拆除，只保留部分柱列。
郡役所拆除後，嘉義市政府先後將北側改為綠地；南側改為收費停車場，並於該地舉辦跨年晚會。
2017年，涂醒哲市府決議終止北棟大樓興建案，原址將新建「市民中心」，預計2018年發包；2022年完工。

## 延伸閱讀
- 原嘉義廳舍（郡役所、市役所）興築沿革（页面存档备份，存于）